# Segrià

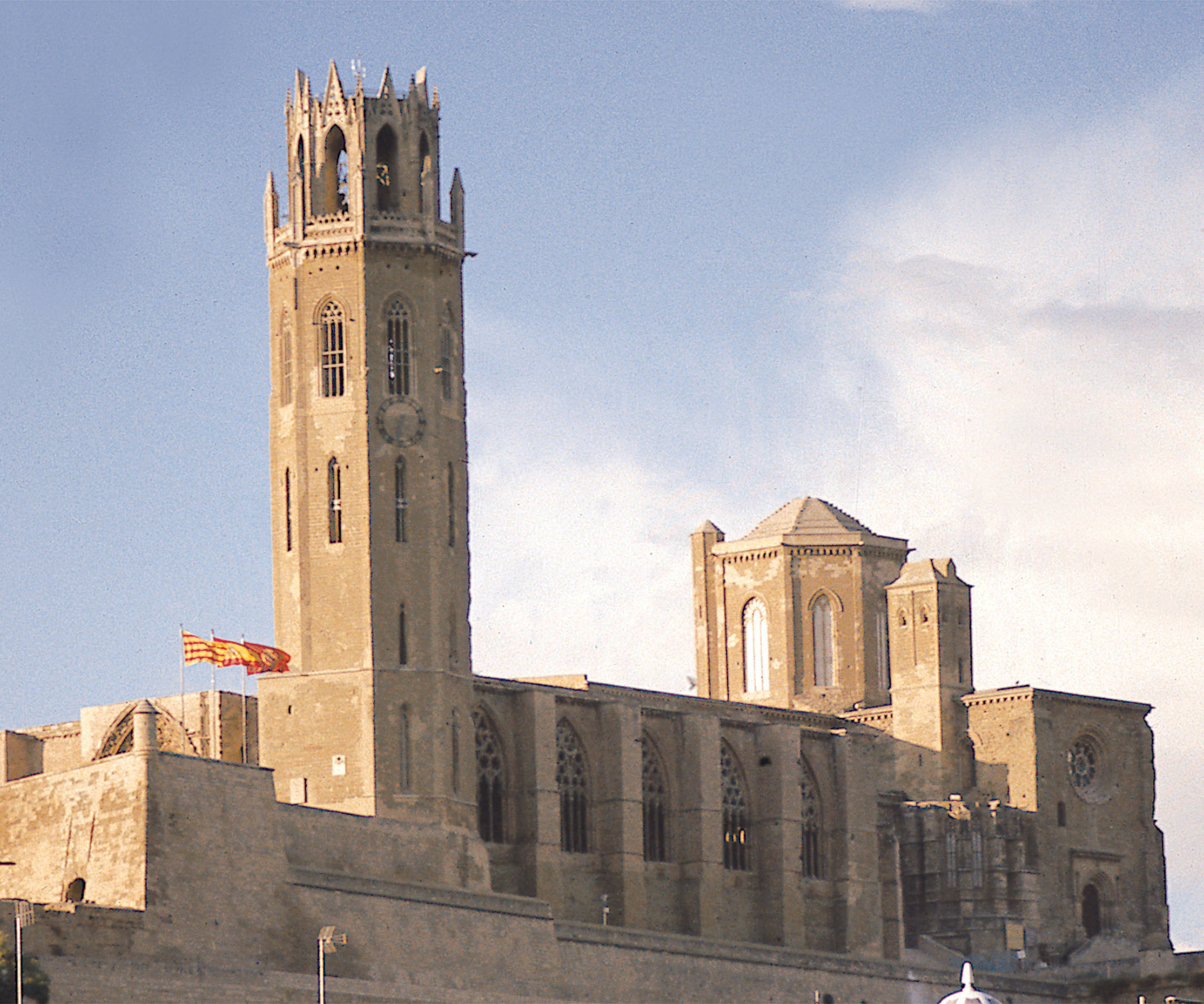
Katedralen i Lleida i grevskapet Segrià.

Segrià är ett grevskap, comarca, i västra Katalonien, i Spanien. Det gränsar till Aragonien och har fått sitt namn av Segre, en biflod till Ebro.
Den största staden i comarcan är huvudstaden Lleida. Den hade 139 809 invånare år 2013.

## Kommuner
Segrià är uppdelat i 38 kommuner, municipis.

- Aitona
- Els Alamús
- Albatàrrec
- Alcanó
- Alcarràs
- Alcoletge
- Alfarràs
- Alfés
- Alguaire
- Almacelles
- Almatret
- Almenar
- Alpicat
- Artesa de Lleida
- Aspa
- Benavent de Segrià
- Corbins
- Gimenells i el Pla de la Font
- La Granja d'Escarp
- Llardecans
- Lleida
- Maials
- Massalcoreig
- Montoliu de Lleida
- La Portella
- Puigverd de Lleida
- Rosselló
- Sarroca de Lleida
- Seròs
- Soses
- Sudanell
- Sunyer
- Torre-serona
- Torrebesses
- Torrefarrera
- Torres de Segre
- Vilanova de Segrià
- Vilanova de la Barca